# Col·legi d'Europa
El Col·legi d'Europa és un establiment d'ensenyament superior de dret privat belga (fundació d'utilitat pública) situat a Bruges, a Bèlgica, fundat el 1949, amb el seu primer campus obert a Bruges, Bèlgica, un segon campus situat a Varsòvia, Polònia, i un tercer establert a Tirana, Albània.
El Col·legi s'especialitza en la formació en matèries relacionades amb els afers europeus.
Un gran nombre de polítics, diplomàtics, acadèmics i economistes d'alt nivell han estudiat al Col·legi d'Europa, incloent-hi l'antiga primera ministra de Dinamarca Helle Thorning-Schmidt, l'antic vice-primer ministre del Regne Unit Nick Clegg i l'antic vicepresident i posteriorment president en funcions de la Comissió Europea, Manuel Marín. Estudiants originaris de més de 50 països són elegits en un concurs molt selectiu per un comitè d'admissions que col·labora amb els ministeris d'Afers Estrangers dels països europeus. Més del 70% dels estudiants reben beques totals o parcials, atorgades per governs o fundacions privades. Les llengües de treball del Col·legi són l'anglès i el francès.
Les nombroses semblances entre les dues institucions tendeixen a fer dir que el Col·legi d'Europa representa una «ENA europea». Tanmateix, una de les especificitats del Col·legi d'Europa és la dimensió europea del seu programa.
L'ensenyament ofert al Col·legi d'Europa és molt especialitzat i professionalitzat, car té com a objectiu formar «professionals d'Europa». Per aquest motiu, la formació està orientada gairebé exclusivament cap a l'aprenentatge de coneixements i competències característiques de les activitats administratives, jurídiques, polítiques, econòmiques i diplomàtiques pròpies dels afers europeus.